# Psychoville
Psychoville és una sèrie d'humor negre britànica escrita i protagonitzada pels membres de The League of Gentlemen Reece Shearsmith i Steve Pemberton. Es va estrenar a la BBC Two el 18 de juny 2009. Tant Pemberton com Shearsmith prenen el rol de nombrosos personatges, amb Dawn French i Tompkins Jason en altres papers protagonistes. La primera temporada va ser seguida per un especial de Halloween, emès el 31 d'octubre de 2010. La segona temporada va començar a emetre's el 5 de maig de 2011 i va acabar el 6 de juny del mateix any. Reece Shearsmith ha anunciat oficialment que no hi haurà una tercera temporada.
A Catalunya la sèrie és emesa per TVC al Canal 3XL.

## Argument
La sèrie gira al voltant de cinc personatges diferents de diferents parts d'Anglaterra: David Sowerbutts (interpretat per Pemberton), un home-nen assassí en sèrie obsessionat, que encara viu amb la seva mare Maureen (Shearsmith), el Sr. Jelly (Shearsmith), un amargat amb una sola mà que es dedica a entretenir nens, Oscar Lomax (Pemberton), un milionari cec que col·lecciona animals de peluix; Joy Aston (French), una llevadora que tracta a un ninot de pràctiques com si fos el seu fill real, i Robert Greenspan (Tompkins), un  panto  nan enamorat de la seva Blancaneus, que creu que té el poder de la telequinesi. Els cinc estan connectats per un misteriós xantatgista que els ha enviat una carta a cada un amb el missatge: "Sé el que vas fer...".
La sèrie va rebre el nom del títol donat a The League of Gentlemen, quan la sèrie va ser venuda al Japó i Corea.

## Sèrie de televisió
La sèrie, de dues temporades, consta de 13 episodis i un especial de Halloween.

### Primera temporada (2009)
La sèrie compta amb un conjunt de cinc personatges que viuen en diferents parts d'Anglaterra, els quals han estat coaccionats per la mateixa persona (batejat als crèdits del setè episodi com "Home dels Guants Negres"), que els ha donat a cada un una carta amb el missatge "Sé el que vas fer..." En el segon episodi, el xantatgista els deixa un segon missatge que diu: "Vostè la va matar". En el tercer episodi, reben un vídeo els mostra a un asil interpretant "Close Every Door", del musical Joseph and the Amazing Technicolor Dreamcoat. En els episodis cinc i sis, els personatges descobreixen el missatge final: una clau que representa un corb. A més a més, la carta de David també conté el missatge "Estic esperant ...".

### Segona temporada (2011)
La segona temporada s'inicia amb el Sr. Jelly, Oscar, i Michael (l'assistent d'Oscar) al funeral del Sr. Jolly. Posteriorment, li donen a en Jelly una capsa amb pertinences d'en Jolly, que resulta contenir el mòbil de Strachen i la seva targeta d'identificació de Andrews Nanotech. Fent-se passar pel senyor Jolly, el Sr Jelly descobreix que Strachen estava usant les seves habilitats quirúrgiques per tractar en el comerç del mercat negre d'òrgans, i que Kenchington tenia un compte amb una instal·lació d'emmagatzematge criogènic on es guardava el cap del seu difunt pare Ehrlichmann congelat. D'altra banda, Andrews Nanotech ha contractat un detectiu de la policia per recuperar el medalló de Kenchington per qualsevol mitjà necessari. Robert ofereix el medalló a Debbie per a la seva custòdia, però després de la mort de Robert, Debbie el regala.

## Producció
La filmació de la sèrie va fer-se al voltant de Londres l'octubre de 2008, de cara a emetre's el 2009. Al maig de 2009 es va confirmar que la sèrie començaria l'11 de juny, encara que més tard va ser reprogramada al 18 de juny. Per tal de promoure la posada en marxa de Psychoville, l'agència digital Ralph & Co va crear un video personalitzable, que permetia als usuaris transmetre als seus amics, els secrets més foscos d'una tanca publicitària digital de Piccadilly Circus a Londres.